# 2013年エジプトクーデター
2013年エジプトクーデター（2013ねんエジプトクーデター）は、エジプト・アラブ共和国において2013年7月3日に発生した政変である。
エジプト軍によってムハンマド・ムルシー大統領は権限を剥奪され、同国で初めて民主的に誕生した政権はわずか1年間で幕を下ろすこととなった。なお、後述の通り、この政変がクーデターであるかについてはエジプト国内外で議論が存在する。

## 背景

### エジプト革命
2011年のエジプト革命は30年続いたホスニー・ムバーラク政権を崩壊させ、軍による暫定的な統治の後にムスリム同胞団のムハンマド・ムルシーが自由選挙を経て2012年7月に大統領に就任した。同国初の文民大統領である。

### ムルシー大統領の組閣
ムスリム同胞団では2009年にアブドルモネイム・アブールフトゥーフら改革派メンバーが放逐され、ハイラト・シャーテルら保守勢力が台頭していた。長い独裁政権が続き、議会政治の経験が乏しかったエジプトで、分立した少数リベラル政党（ただし、人民議会選挙で世俗・リベラル勢力は、エジプト・ブロックを結成して選挙に参加している。）が議会をボイコットする中、ムルシー大統領が選挙前になされた多分野から人材を登用するとしたフェアモント合意に反し、次第に反対勢力の排除を進めてイスラム主義勢力のみを重用したことがこのクーデターの背景にあるという指摘があるが、実際には、政権末期の2013年5月に行われた内閣改造の段階に至っても35人の閣僚のうち自由公正党及び同胞団系は10人に過ぎず、クーデター後のベブラーウィー内閣でも内相や観光相など7人の閣僚が続投しており、イスラーム主義者ばかりを用いていたわけではない。

### 新憲法への国民投票
ムルシー大統領は2012年11月22日に、新しい憲法において文民統制を否定するなどの条件で軍部の同意を得た上で、大統領に権限を集中させ、新憲法草案に対し違憲判決を出そうとしていた司法権を掌握するために、暫定憲法宣言を発令した。この憲法宣言に対し、再び独裁を呼ぶとして反発が起こり、各地で反大統領デモが起こった。12月8日には新憲法案が採決及び大統領の承認の手続きを済ませたため、新たな憲法宣言が出され、前憲法宣言は正式に撤回された。しかし裁判所の判断を強権的に回避して作成された新憲法案に反発したリベラル派やコプト教徒、野党連合が拒否する中で、新憲法案への国民投票を強行した。新憲法案は、12月15日及び22日になされた国民投票で63.8%の賛成を得て承認された。この投票ではリベラル派やコプト教徒、野党などが憲法起草のやり直し及び大統領退陣を求め、国民投票を拒否しており、投票率は33％に過ぎなかったとの指摘があるが、実際には反対派は直前に投票ボイコットから反対票を呼びかける戦略に転換しており、また、投票率は2011年の革命後の憲法改正投票においても41.2%にすぎず、それと比較した場合33%という数字は低いものではない。また、全国民に占める新憲法を承認した者の割合は21％に過ぎず、ほぼムスリム同胞団員の支持のみで成立したものと評価する者がいるが、そもそも憲法草案に対してはサラフィー主義勢力も賛意を示していたのであり、そうとは言い切れない。この新憲法は、起草委員会に対する裁判所の違憲判決を大統領による強権的な憲法宣言で回避し、2011年から2012年にかけて行われた人民議会選挙でイスラム勢力が圧勝した結果としてイスラム主義者で起草委員が占められたため、世俗派やキリスト教徒などから反発を受け、中身についても女性や非ムスリムの権利を縮小し、またイスラム化を促すものとして批判が巻き起こったが、エジプト人の大半は世俗主義を嫌っている、との指摘もある。また、同胞団側は、新憲法の第3条及び第43条を示し、キリスト教徒を含めた全国民の平等、自由、権利が憲法によって守られている、と主張しており憲法の前文にも、「平等と機会均等をすべての者に。男女を問わず、差別も縁故も情実もなく、権利と義務の両面において。」との文言が存在する。

### 経済
ムルシー政権下での外貨準備は、政権発足1年前の2011年6月の段階では265.7億ドルもあったものが政権発足時の2012年6月の段階ですでに155.3億ドルの水準まで下落していたが、ムルシー政権発足直後に初めて150億ドルを下回り、安全基準である月輸入の3倍を割り込む事態となって以降改善の兆しを見せず、ムスリム同胞団を支持するカタールからの援助を得ることでようやく危険水準ぎりぎりのままで維持され、2013年に入りさらに悪化したものの、クーデターの勃発する2ヶ月前の2013年5月には外国からの支援もありなんとか160億ドルの水準を回復する有様であった。また直接投資は2000億ドルを受け入れるとの公約を掲げていたのに対し、大統領就任後の9か月間で得られた額はわずか14億ドルと、0.7％にとどまり、前年同期よりは改善していたものの、2000億ドルとした公約との間で極めて大きな乖離が生じる事態になった。ただし、ムルシー政権側はこの受け入れ額達成までに要する期間を明らかにしておらず、2000億ドルは1年間での目標額ではない。
経済成長率は、ムバーラク政権崩壊直後にマイナス4.3パーセントまで落ち込んだのちも、2012年第一四半期を除くと大きな改善を見せず、ムルシー政権発足後も伸び悩んだ。経済状況の改善の遅れは、選挙公約で明るい見通しを示していた反動もあり、多くの国民を失望させた。さらに、政権発足以前から生じていた燃料不足やガソリンスタンドに長蛇の列の出来る状況は、補助金カット後も改善しなかった。
このように財政状況が悪化し、財政再建や脱レンティア国家化にも踏み切れなかったためエジプト国債が下落し、財政再建を条件とする国際通貨基金からの援助も得られないまま、通貨を裏付けする外貨不足の影響のためエジプト・ポンドが下落。政権発足後の2012年後半は以前よりも物価上昇率は抑えられていたが、政権発足から6ヶ月強たった2013年2月に入ってからは、通貨の下落によりインフレ率が上昇した。
一方で観光収入はムルシー政権発足後の9ヶ月で前年同期比約14%増加しており、さらに輸出も2013年上半期は前年同期比17%増と改善し、貿易赤字の縮小などもあって政権発足後9ヶ月の国際収支の赤字は前同期比で80%以上縮小していた。また、財政赤字の対GDP比は会計年度2012/13の10%台から2013/14では9.5%に改善すると見込まれていた。

### 外交
外交面では政権末期に、エチオピアから、戦争の可能性を示唆してダム建設の阻止を試みた。2013年6月にはテレビの生中継で、放送されているとは知らなかった野党党首のエチオピアの反政府勢力を支援すべきとの主張や、「エチオピアの内政に干渉する必要がある。」との発言などが流された。このようなエチオピアに対する対応については、内政面での失政への批判が高まる中、国民の目を逸らすことが目的であると言われているが、エチオピアのダム建設問題は取水量減少に対する懸念からスーダンも反発している外交問題であり、内政から目をそらす目的とは言い切れない。一方、エチオピアのテゲヌ水・エネルギー相は、ダム建設による水量への影響はないとし、「どんな門外漢でも、河川の迂回路が意味することは理解できるはずだ。」と述べた。

### 内政
ムルシー政権は、ムバラク政権の新自由主義政策を支持し、独立した労働組合の結成を認める法案を議会で否決し国際労働機関から批判を受けたり、裁判所の判決を無視して国営企業を安値で売却するなど、企業側の立場をとった。また、殺人が2012年は2.5倍の1885件に増加するなど、ムバーラク政権の警察国家により抑えられていた反政府活動、宗派対立、通常犯罪の増加により治安が急速に悪化した（ただしムルシー政権発足は2012年6月で、ムバーラク大統領辞任は2011年2月であり、両者に1年4ヶ月間がある点に留意）。
また人事面で、中央省庁の幹部や、これまで軍や警察出身者に独占されていた県知事に行政経験の乏しい同胞団関係者を採用し、円滑な行政運営に支障を生じさせたり、縁故主義であるとして国民から反発を招いたりしたとの指摘があるが、The Times of Israel誌の2013年6月17日付けの報道によると、ムルシー政権が新たに任命した17人の県知事のうち同胞団系は7人に過ぎない。これに関してはムルシー政権と軍との間で何らかの合意があったものと指摘する者がいる。また独善的な政策により官僚からの反発も招いた、などと指摘される。
これらの情勢を受け政権批判が高まる中、活動家やジャーナリストを元首侮辱罪や扇動容疑で逮捕し、2013年5月には国境なき記者団からエジプト政府が報道の自由の破壊者に指定され、6月には大統領への国民の支持率が25パーセントまで低下する事態となった。そもそもムスリム同胞団は貧困者支援活動などを通じて農村部での支持が強い一方、全国での支持率は20パーセント程度にとどまっていたが、2012年エジプト大統領選挙においては、ムバラク政権で首相を務めていたアフマド・シャフィーク元空軍司令官に対抗するために、選挙戦略として諸勢力が結束してムルシーを支援し当選したものであり、ムルシー政権が盤石な政権基盤を有しているとはいいがたかった。一方、1952年のエジプト革命や、国境を接するイスラエルとの4度にわたる中東戦争で活躍したエジプト軍は、95パーセントにも達する高い国民の信頼を得ており、高い支持率を誇る政治勢力がないエジプトにおいて、例外的に多くの国民の支持を得ていた組織であった。一方、エジプト軍は傘下に軍産複合体と称される関連企業を抱えており、その規模はGDPの10パーセントから20パーセント、一説によると4割を占めるともいわれ、軍が反ムルシー側についた背景には、軍の既得権や影響力を弱めようとするムルシー政権から自らの利権を守る目的があった、との見方がある。
またムルシー政権はムバーラク政権時代に任命されたアブドルメギード・マハムード検事総長の解任や、反ムルシー政権の裁判官を退任させるための定年引下げを試み、もともと旧政権志向であった司法権（2012年の大統領選挙決選投票直前には、イスラーム勢力が7割をしめていた人民議会を選挙法が違憲であるとの理由で解散に追い込むなどしてきた）からも反発を受けた。
ムルシー政権の失政から民主主義への失望が生じ、エジプトで伝統的な街頭政治・路上民主主義への期待が国民の間で再燃したことや、大統領選挙での得票数を上回る退任要求の署名を得たこと、ムルシー政権が経済政策で成果を挙げられなかったほか、軍からの信頼を得られず、支持率低下や国内の騒乱を期に軍が復権を目論んだことなども、政変につながったとの見方がある。

## 推移

### 政権1周年デモ

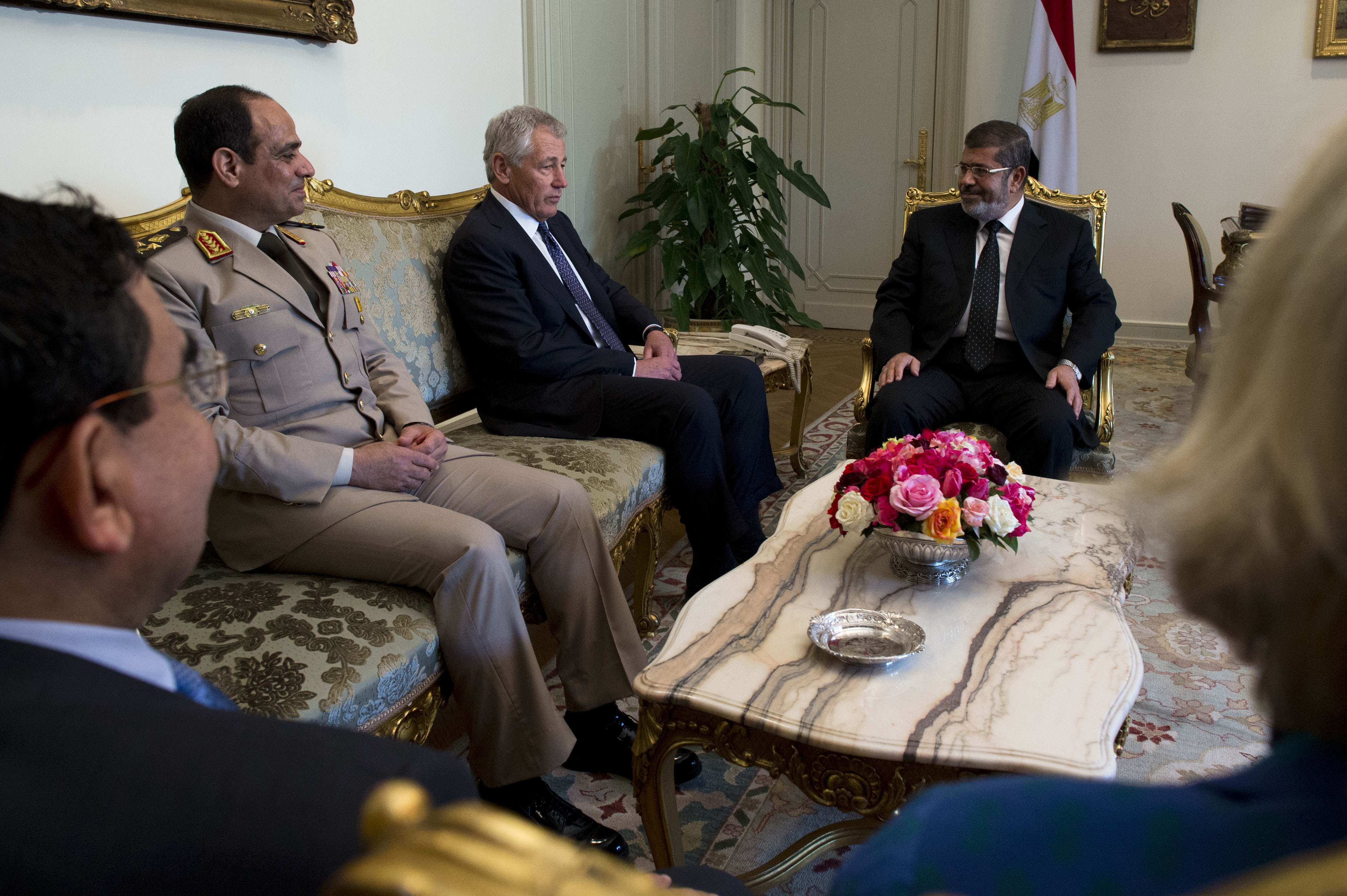
ムハンマド・ムルシー大統領（右奥）と、シーシー国防大臣（左から2番目）。2013年4月24日撮影。

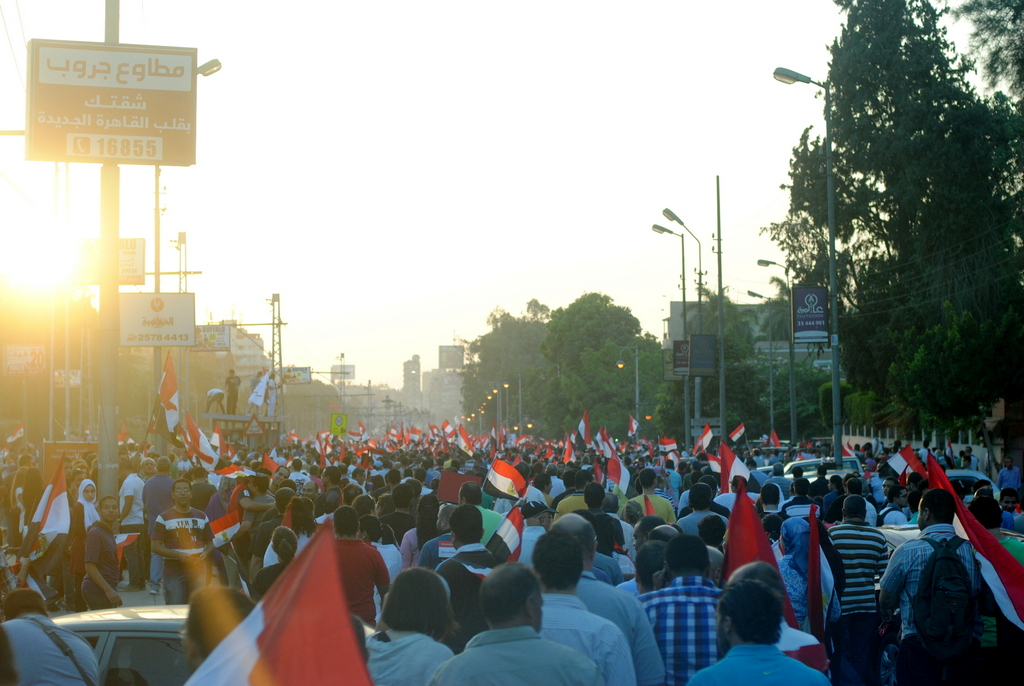
反ムルシー政権デモの様子。2013年6月28日、カイロにて。

2013年1月頃から、アブドルファッターフ・アッ＝シーシーエジプト軍最高評議会議長は、情勢に何かあれば軍が介入することを示唆するようになった。
4月28日には都市部の青年たちにを中心に、反政府運動「タマッルド（抵抗）」が結成され、6月29日までに2200万以上の署名を集めた。反政府派は、軍の介入を期待し、ムルシーの大統領就任1年にあたる2013年6月30日に大規模な反政府デモを計画。同日に政府支持デモも計画され、その数日前より中央治安部隊とデモ隊が衝突、犠牲者が出るなど緊張が高まった。6月30日には首都カイロ中心部のタハリール広場をはじめアレクサンドリア、マンスーラ、ミヌーフィーヤ、タンタ、エル＝マハッラ・エル＝コブラ、スエズ、ポートサイド、そしてザガジグなどエジプト全土で数百万人が反政府デモに参加。ムスリム同胞団による権利独占などを非難し、ムルシー大統領の退陣を求めた。デモそのものは当初、平和的に行われたが夜になって一部が暴徒化し、批判の対象となったムスリム同胞団は本部に火炎瓶や石を投げ込まれるなどデモ隊約150人による襲撃を受けたほか、銃撃もされた。同胞団からはデモ隊がクーデターを企てているという非難の声もあがった。7月1日には観光大臣、通信・情報技術大臣、人民議会・諮問評議会担当大臣、そして環境担当大臣の4閣僚が反政府デモに同調し辞任し、7月2日にはムハンマド・カーメル・アムル外務大臣及び大統領府報道官2人が辞任を表明したと報じられたほか、外交官約150人の連名での「国民の要求を支持する」との声明が出された。なお、デモ参加者が増大した背景として、世俗勢力の動員力が乏しい事から旧体制勢力の関与の可能性が指摘されている。
こうした中、ムルシー政権と距離を置いてきた軍は事態の収拾に乗り出す。6月23日にアブドルファッターフ・アッ＝シーシー国防大臣兼エジプト国軍総司令官は国が大混乱に陥った場合の軍による介入を警告し、1週間の猶予を与えた。しかし事態は改善されず、7月1日、軍はテレビやラジオを通じて声明を発表し、ムルシーに対し48時間以内に国民の希望を実現する包括的なロードマップで合意するよう要求。期限内に実現されない場合は軍が自ら将来のロードマップを示し、その履行を監督するとし、これは事実上の最後通告と受け止められた。ただし、軍の報道官は軍事クーデターは容認しないとも述べ、政治勢力や支配勢力への加担を否定した。
主要野党で構成される政党連合「国民救済戦線」による最後通告を歓迎し、反政府デモ隊の集まるタハリール広場では花火が打ち上げられたが、7月2日未明、大統領府は軍の要求を拒否し、国民和解に向けた政府の計画を堅持すると発表し、またムルシー政権は憲法上正当なものであるとして、軍による要求を撤回するよう要求した。ムルシー自らも2日にテレビ演説を行い、自分は選挙で選ばれた大統領であり、国民が制定した憲法上の正統性は尊重されるべきであると主張。軍は本来の任務に戻るべきであるとしたほか、大統領を辞任する意向がないことを表明した。

### 政変の勃発
2013年7月3日、48時間の期限切れを受け、カイロ市内で、エジプト軍による軍事行動が展開された。シーシー国防大臣は国営テレビで演説を行い、ムルシー政権を批判。憲法停止により、ムルシーから大統領権限を剥奪したと発表。速やかに大統領選挙や議会選挙、実務者内閣の組閣を行うことも表明し、それまでの間エジプトを統治する、アドリー・マンスール最高憲法裁判所長官を大統領とした暫定政権を樹立するとも発表した。大統領が最高裁判所裁判官から選ばれたことは、新憲法に対し違憲判決を出そうとした司法権との間で軋轢を生じさせたムルシー政権の轍を踏むことを避ける狙いがあるとされる。このテレビ演説には、反政府勢力の代表であるモハメド・エルバラダイ、コプト正教会教皇、またイスラム教スンナ派の最高権威機関アズハルの幹部なども同席し、反政府勢力のほか、司法権、宗教的権威、キリスト教徒など多くの勢力からムルシー政権が反発を受けていたことを象徴した。
エジプト初の自由選挙による文民政権は、わずか1年でその幕を下ろすこととなり、7月4日にマンスール暫定大統領が就任の宣誓を行った。7月9日にはリベラル派経済学者のハーゼム・エル＝ベブラーウィーが暫定首相に任命され、ムスリム同胞団系の自由と公正党及び厳格派イスラーム主義のヌール党に対して入閣要請を行った。しかし、ムスリム同胞団側は「クーデターを行ったものたちとは取引しない。」として要請を拒否。ヌール党も入閣を拒んだ。結果として、新政権から宗教勢力が排除されることとなり、これらの勢力の間で不満が醸成されることとなった。ムルシーと側近は軍により身柄を拘束され、大統領警護隊の本部に軟禁されたのち、ムルシーは国防省に移送された。
7月16日にはハーゼム・エル＝ベブラーウィー暫定内閣が発足した。暫定内閣では、シーシー国防大臣及びムハンマド・イブラヒーム内務大臣ら7人がムルシー政権から留任。さらにシーシーは新たに第一副首相を兼務することになったが、これは治安維持強化に努め、新政権から排除されたイスラム主義勢力が暴力的行動を取ることを防ぐ目的とされた。また、外務大臣には駐日大使や駐米大使を歴任した職業外交官のナビール・ファフミーを、財務大臣には20年間の世界銀行勤務経験があるエコノミストのアハマド・ガラールを登用するなど、実務家が多く登用された。特に、危険水準にある外貨準備など、経済的混乱へ対応するため、首相を始め、リベラル派経済学者が多く登用された。また、女性とキリスト教徒も、それぞれエジプト政治史上最多となる3人が入閣した。

### ムルシー解任後
2011年のエジプト革命では民政移管が遅れたことで軍に対するデモが発生したことへの反省から、7月8日に憲法改正や大統領選挙、議会選挙を行うとする大統領令が出され、7月20日には大学教授や裁判官、各勢力の代表者などから成る憲法起草委員会が設置されるなど、民政移管が急がれた。
大統領解任後もムルシーは拘束された状態が続いた。潘基文国連事務総長や欧米諸国などから釈放を求める声があがっていたが、暫定政権は応じなかった。
さらに、7月4日にムスリム同胞団最高指導者ムハンマド・バディーウが逮捕され、7月5日にはムスリム同胞団副団長で事実上の最高実力者であるハイラト・シャーテルも拘束されるなど、多くの幹部が拘束された。また、銀行口座の凍結や、同胞団系メディアの閉鎖が行われた。7月29日には、ムルシー支持派であるワサト党の党首と副党首が拘束された。8月4日、クーデターを批判し、ムルシー支持派のデモに参加する意向を示していたイエメン人でノーベル平和賞受賞者のタワックル・カルマーンがカイロの空港でエジプト入国を拒否された。
ムルシー政権を支持する人々は、選挙で選出されたことを根拠に正統性を主張し、ムルシー復権を求めるデモを継続している。7月26日深夜から27日朝にかけて、カイロ郊外のナスル・シティーで、中央治安部隊がムルシー支持のデモ隊に攻撃をかけ、75人以上が死亡した。治安部隊側には死者は出なかった。この件に関し、ムルシー支持のムスリム同胞団側は、治安部隊が実弾を使用した、と指摘、イブラヒーム内相は実弾使用を否定している。

### デモ隊強制排除
8月7日、エジプト暫定政権は、10日間継続していた欧米諸国やアラブ諸国とムスリム同胞団との和解交渉打ち切りを発表。和解交渉では同胞団メンバーの釈放や、資産凍結解除、閣僚ポストの提供などが提案されていた。ムルシー支持派による座り込みの抗議デモについて、地元住民からの苦情を受け強制排除警告を発していたが、8月14日、中央治安部隊が、ムルシ前大統領の母校で前大統領支持派の拠点となっていたカイロ大学前及びラーバア・アダウィーヤ広場2カ所で継続されていた座り込みの抗議デモの強制排除を行い、デモ隊多数
記者などが死亡した。エジプト保健・人口省の報道官の発表によると、実弾の発砲はなく、15日夜までの死者数は全土で638人とされるが、実弾が使用されたとの報道があり、ムスリム同胞団も治安部隊の実弾発砲があったとし、15日夜までに2600人以上が死亡したとしている。また、治安部隊が救急車両の通行を妨害していた、との報道もある。警察は、デモ参加者らの殺害は「違法性のかけらもなく、非常に静かに行われた」と主張した。
暫定政権はさらに、1ヶ月間の令状なしでの逮捕を可能とする非常事態宣言と12都市における夜間外出禁止令を出した。
強制排除を受け、同日モハメド・エルバラダイ暫定政権副大統領は辞意を表明したが、エルバラダイへの国民の支持率はムルシーより低い状態で大勢に影響はないとされた。またムスリム同胞団の支持率も20パーセント程度にとどまる一方、軍への信頼は高く、また民主主義への失望から伝統的な街頭政治への期待が高まっていることもあり、最終的に軍が独裁政権に引導を渡した2011年のエジプト革命同様に、国民の大勢は軍によるクーデターやデモ隊の強制排除を認めているとされる。一方、ムスリム同胞団への国民の反発は強いとされ、8月16日には、エジプトの34人権団体から、「同胞団はテロ組織であり、国民に対し過剰な暴力を加えている。」などとの声明が出された。また、同日、キリスト教系メディアが、キリスト教徒殺害の続発や中部都市アシュートで「キリスト者を侮辱しろ。」とのシュプレヒコールをあげる1万人規模でのデモ行進などが発生したと伝える中で、コプト正教会も「武装テロリスト集団と対峙している軍や警察、その他のさまざまな組織を強く支持する。」との声明を発表し、暫定政権への支持を表明した。人権組織マスペロ青年連合報道官によると、14日15日の2日間だけでも、38ヶ所のコプト教会への放火があったとされる。他にもカトリック教会広報担当ラフィク・グレイシェ神父によるとカトリック教会7ヶ所がムスリム同胞団に襲撃を受けたとされるなど、暫定政権によるムルシ派デモ強制排除以降、キリスト教徒に対する襲撃が激化している。なお、コプトの教皇タワドロス2世は教皇に選任されてより、ムルシー批判を強めてきており、ムルシー政権崩壊直後に行われたアブドルファッターフ・アッ＝シーシー軍最高評議会議長の演説にも、コプト教会トップの大主教が同席していた。さらにエジプトの人口の1割を占めるコプト教徒の大半は、イスラム教の教義に立脚した統治体制整備を進めようとする同胞団に対して警戒心が強く、軍のクーデターを支持しており、これらのことがムルシ支持派から反発を招いたと考えられる。
一方、バラク・オバマ米国大統領が暫定政権との合同軍事演習を中止するなど、国際社会からの批判は高まっている。欧米諸国以外でも、トルコは、大使召喚を行うなどクーデターに反発を示した。背景には、トルコでは長年、ムスタファ・ケマル・アタテュルクにより確立された政教分離の憲法原則を守ろうとするトルコ軍の政治介入によりイスラム化が阻まれてきた歴史があり、強権的な政治手法などに対する反発などから生じた2013年トルコ反政府運動渦中にあるイスラム主義者レジェップ・タイイップ・エルドアン首相らの、軍による政治介入を否定したい意思がみられる。
湾岸諸国ではカタールのみが同胞団を支持し（ただし、カタールは6月末に首長が代替わりをしており、クーデター直後に暫定大統領に祝電を送付するなど外交姿勢に変化も見られるほか、ムルシー政権崩壊後もエジプトに対する支援を継続しているが、暫定政権とは距離を置いているとも指摘され、シリア騒乱ではムスリム同胞団を支援している。）、同国の衛星放送局アルジャジーラがムルシー派寄りの報道を行っている。暫定政権はアルジャジーラなどの海外メディアが偏った情報を流していると批判しており、ムスリム同胞団を支援するカタール（ただし、カタールは6月末に首長が代替わりをしており、クーデター直後に暫定大統領に祝電を送付するなど外交姿勢に変化も見られ、ムルシー政権崩壊後もエジプトに対する支援を継続しているが、暫定政権とは距離を置いているとも指摘され、シリア騒乱ではムスリム同胞団を支援している。）の衛星放送局アルジャジーラに関し、「アルジャジーラを打ち倒せ。」との主張を掲げる反ムルシ派によるデモが行われたほか、サウジアラビア系のアル・ハヤート紙は、CNN、アルジャジーラ、クドゥスといった、ムルシー派に友好的なメディアが、8月14日の最初のデモ隊排除の際に、排除に先立ち当局が拡声器で安全に外に出るように警告を発する様子などや、座り込み隊やデモ隊が所持する機関銃や自動小銃、カービン、ナイフ、火炎瓶などの映像を流さず、平和主義的なデモであると報じていたことを指摘。「極めて不明瞭で矛盾に満ちたもの」として批判するなど、両勢力による情報戦の様相を呈している。
一方、サウジアラビアのアブドゥッラー・ビン・アブドゥルアズィーズ国王は、16日、「テロリズムと戦うエジプトを支援する。」との声明を発表。19日には外務大臣のサウード・アル＝ファイサル王子が「アラブとイスラム諸国は豊かであり、エジプトに支援の手を差し伸べるだろう。」の声明を発表し、エジプト暫定政権に対する圧力を強める欧米がエジプトへの支援を打ち切った場合、アラブ諸国が代わって支援を続ける考えを示した。ヨルダン外務省もサウジアラビア国王の声明への支持を表明。またアラブ首長国連邦外務省も「最大限の自制の末に取った主権に基づく措置」として暫定政権の対応を支持して、ムスリム同胞団を批判。サウジアラビア、クウェート、アラブ首長国連邦は、年額120億ドルの軍への支援を続けるのに対し、米国によるエジプト軍への支援は13億ドルで、ニューヨーク・タイムズ誌が「エジプト軍が米国の要請に留意している兆しはない。」と報じるなど、中東における米国の影響力低下が浮き彫りとなった。米国はエジプト軍への支援打ち切りには踏み込まず、チャック・ヘーゲル米国防長官はエジプトとの軍事関係を維持する方針であることを明らかにするとともに、米国のエジプトに対する影響力は限定的なものにとどまるとの認識を示したが、これに対して、共和党のジョン・マケインらの有力議員や米国のメディアからはエジプト軍に対する巨額援助の停止を求める声が出ているなお、13億ドルの軍事援助は、主にエジプト軍による米国軍需企業からの兵器購入にあてられている、とも指摘されている。

。カイロ大学のハッサン・ナファ教授は、軍はエジプト唯一の安定装置と指摘、軍や暫定政権への圧力を強めることはエジプト状勢の一層の不安定化に繋がりかねず、米国も強い態度を取ることが困難な状況になっているとされる。暫定政権も、米国による強制排除批判は「暴力的な集団を勢いづかせるものだ。」として反発している。また、サウジアラビアなど湾岸君主国が暫定政権に対する支援を行う背景には、民主勢力である同胞団が君主制を脅かすとの警戒感がある、との指摘もあり、サウジアラビアやUAEは国内でムスリム同胞団を厳しく取り締まっておりサウジでは同胞団は禁止されている。ただ、アラブ首長国連邦は、反ムスリム同胞団の姿勢で一貫しているものの、サウジアラビア、カタールなどはムルシー政権に対しても資金援助をしており、いかなる政権であろうとも、地政学的に重要な位置にあるエジプトに対し影響力を及ぼしておきたいという思惑があるともされる。

### 強制排除後の動き
8月16日には、外出禁止令に反する形で、ムスリム同胞団などが抗議デモ「怒りの金曜日」をエジプト各地で開催。17日には、カイロ中心部のアル・ファタハ・モスクに立てこもる武装したデモ参加者が反同胞団系の市民に発砲、反モルシ派市民が、モスクから遺体を運び出そうとしたデモ参加者を襲撃するなど現場が混乱する中、投降を呼びかけた治安部隊との間で銃撃戦となり排除された。モスクからモルシ派が排除されると、見守っていた群衆から歓声が上がったほか、モルシ派に襲いかかる市民も発生したが、カイロ県は、2012年の新憲法案に対する国民投票で全国的に殆どの県で賛成票が多数となる中、反対票が賛成票を約30万票も上回って反対票の比率が56.9%にのぼるなど、元々同胞団支持が弱い地域である点に留意する必要がある。混乱の拡大により、ムスリム同胞団に対する市民の反感が高まり、各地で自警団や独自の検問所の設置・運営、さらには市民によるデモ隊への銃撃も行われた。
また、8月14日夜から15日の間に、紀元前14世紀の一時期に首都となっていたアマルナの対岸にあるミニヤー県のマラウィ国立博物館が襲撃を受けた。エジプト考古省によると、この襲撃により警備員が射殺されたほか、古代エジプトの石像やコイン、ミイラ、木棺など収蔵品1089点のうち1040点が強奪され、残された像なども損壊したとされる。アハマド・シャラフエジプト考古省博物館局長は、「博物館が丸ごと略奪されたのは歴史上例がない。エジプトの歴史と文明を破壊する行為だ。」と非難した。
暫定内閣の発表によると、16日から17日までにかけての混乱により173人が死亡、ムスリム同胞団関係者1004人が逮捕された。18日には拘束されていたムスリム同胞団メンバー36名が脱獄を試みた際、死亡したと内務省が発表したが、10月22日、検察の捜査官は、脱獄を試みた事実はないとし、この件に関わる警察官4人を捜査するため拘束した。
19日には、エジプト東部のシナイ半島で、治安部隊25人が武装勢力の襲撃を受け死亡した。
エジプト国内には、アラブの春により生じた2011年リビア内戦の際にリビアに集まった武器が、その後のリビア民主化に伴う政情不安定化により、闇市場を通じ流れてきているとされる。ムスリム同胞団幹部は、ソーシャル・ネットワーキング・サービスなどを通じて武器の持ち込みや警察官への襲撃をやめるよう呼びかけ、武装したデモ参加者は同胞団に従っていない者であり、治安部隊や教会への襲撃は「我々に責任をなすりつけるための治安当局の陰謀だ。」と主張しており、インターネット上では内務省施設への襲撃の呼びかけも行っているなどという指摘があるが、自由公正党の幹部は、コプトや教会に対する攻撃を繰り返し批判している。一方で、同胞団の統制が弱まっていることも指摘されている。メディアでは、エジプト国営テレビでデモ参加者がカイロ中心部でAK-47を発射している映像が流されるなど、デモ隊が機関銃などで武装しているとの報道や、デモ隊による警察署などの政府施設や病院、コプト正教会教会、コプト系の学校や企業、ホテルへの襲撃、警察官や治安部隊兵士、キリスト教徒に対する殺害行為が行われているとの報道がなされた。特に、エジプト東部のシナイ半島では、ムルシー解任に反発するジハード主義勢力の活動が活発化し、空港やバス、警察署、軍の検問所や基地、コプト教会などへの攻撃が相次ぎ、隣国イスラエルに対するロケット攻撃がなされたことも確認された。ただし、殆どのエジプトの報道機関は、ムルシー支持派弾圧を「テロ対策」と正当化する暫定政権寄りの報道を行っている、と指摘されている点に留意する必要がある。また、報道規制に関してはムルシー政権期より悪化しているとの指摘もある。17日には潘基文国際連合事務総長から事務総長報道官を通じ、コプト教会や病院などの公共施設が襲撃されたことに対しての非難声明が出された。
なお、暫定政府や現地の殆どのメディア、一部のエジプト国民などはムルシ派のデモ隊をテロリストとしているが、デモ参加者には国際テロ組織アルカーイダの旗を振る者がおり、16日から17日にかけて逮捕された1004人の逮捕者の中にも、治安部隊への銃撃に関わったとされギーザの検問所で逮捕されたアルカーイダ最高指導者アイマン・ザワーヒリーの弟でサラフィー主義団体指導者のムハンマド・ザワーヒリーが含まれていた。ザワーヒリーは、ムバラク政権下で収監されていたものを、エジプト革命後のムルシー政権下で恩赦による釈放を受けており、ムスリム同胞団と深く関係しているとされる。ただし、弟と異なりアイマン・ザワーヒリーは同胞団に対して「偽イスラムの臆病者」と批判するなど反同胞団の立場の人物であり、アルカーイダと同胞団は対立関係にある。
強制排除以降ジハード主義勢力による攻撃が激化しているシナイ半島北部は、ムスリム同胞団を母体とするハマースが支配するガザ地区に接しており、同地のジハード主義勢力とムスリム同胞団の関係がかねてより疑われているが、ムスリム同胞団は関係を否定している。
暫定政権は、同胞団などイスラーム勢力に対する締め付けを強めており、憲法改正草案には宗教政党の禁止を盛り込んだ。一方で、2011年の「アラブの春」により辞任に追い込まれたムバーラク元大統領は22日、保釈が認められ、刑務所から軍の病院へ移った。ムバーラク保釈に対しては、同胞団などイスラーム勢力のみならず、2011年の革命につながるデモを主導した若者グループ「4月6日運動」なども反発している。
23日、ムルシー支持派は「殉教者の金曜」と称するデモを呼びかけたが、これまでのような規模には広がらなかった。
その後も同胞団関係者の拘束が続けられており、28日にはハイラト・シャーテルの息子が、翌29日にはギーザ県で幹部のムハンマド・ベルタギーらが拘束された。
30日にもエジプト各地でムルシー支持派のデモが行われた。先週23日より規模は大きかったものの、予測ほど拡大しなかったと指摘されている。なお、治安部隊とデモ隊の衝突で全土で少なくとも7人が死亡した。

#### 9月
9月5日、カイロのナスルシティでムハンマド・イブラヒーム内相が乗った車列付近で爆弾が爆発し負傷者が出たが、内相は無事であった。
9月6日、先週金曜日に続いてムルシー支持派のデモが各地で行われ、ダミエッタとアレクサンドリアで衝突によりムルシー支持派2人が死亡した。
9月11日、シナイ半島東部のラファフの軍諜報機関の建物と検問所に対する自動車による自爆攻撃があり、兵士6人が死亡した。武装勢力「アンサール・バイト・アル＝マクディス」が自らが実行者であるとの声明を出した。
9月12日、大統領府が8月14日に出された非常事態宣言の2ヶ月延長を発表した。これに対しては、治安の改善に良い影響を与えない、などの批判の声があがっている。
9月13日、ムルシー支持派による、デモ隊強制排除により死亡した人々に対する「殉教者の血に対する忠誠」と銘打ったデモが各地で行われた。アレクサンドリアでは同胞団支持派1人が射殺され、ベニスエフ県では支持派・反対派間の衝突で1人が死亡した。
9月22日、新学年の初日、いくつかの大学で反クーデターのデモが行われた。
9月23日、裁判所が、ムスリム同胞団の活動停止と暫定政権に対して同胞団の資産没収を命じる判決を出した。
9月29日、いくつかの大学のキャンパスで、ムルシー支持派と反対派が衝突し負傷者が出た。
9月30日、アリーシュなどシナイ半島各地で計5人の警察官が射殺された。

#### 10月
10月4日、ムルシー支持派が各地で反クーデターのデモを行い、治安部隊や軍支持派と衝突、死者が出た。
10月6日、ムルシー支持派の反軍デモが各地で行われ、治安部隊や軍支持派と衝突、カイロ、ギーザなどでデモ参加者計50人以上が死亡した。一方、治安部隊が、デモ隊に対し催涙弾や散弾だけでなく実弾を使用した、との報道があり、衝突による犠牲者の大半が実弾を撃たれていたとの医療関係者の証言が伝えられている。なお、ムルシー支持派デモの規模が数万以上に達したと報じられている一方で、同日タハリール広場で第4次中東戦争の開戦日に合わせて行われた親軍派デモの規模は数千と伝えられている。
10月7日、イスマイリーヤで軍の車両に対する攻撃があり、兵士5人、将校1人が死亡した。
10月8日、カイロ大学などいくつかの大学で6日のデモ隊殺害に対する抗議デモが行われた。また同日、ポートサイードで、兵士1人が射殺された。
10月10日、シナイ半島北部アリーシュの西ライサの軍検問所に対する自爆攻撃があり、兵士4人が死亡した。
10月11日、クーデターから100日経過に合わせムルシー支持派の反クーデター・デモがエジプト各地で行われた。デモ参加者の19歳の学生が、ラーバア・アダウィーヤ広場付近で殺害された。
10月12日、前日にデモ参加者の学生が殺害されたことに抗議するデモが、アイン・シャムス大学の学生らにより行われた。
10月18日、ムルシー支持派の反クーデターデモが各地で行われた。治安部隊は、カイロ周辺の主要な道路や広場を封鎖するなどして対応した。同日、シナイ半島北部のアリーシュで、警察官1人が射殺された。
10月19日、スエズ運河西岸の都市イスマイリーヤの軍諜報機関の建物付近で車爆弾が爆発し、兵士6人が負傷した。
10月19日の新学年開講日から、アズハル大学のムルシー支持派学生による反クーデターデモが継続して行われている。規模は数千人とも伝えられ、20日、27日には治安部隊との衝突も起こっている。
10月24日、ザガジグ大学で、ムルシー支持派・反対派間の衝突が起き負傷者が出た。
10月28日、ナイルデルタの都市マンスーラの検問所で、警察官3人がオートバイに乗った男から銃撃を受け死亡した。
10月30日、ムスリム同胞団系の自由公正党副党首イサーム・エル＝エリヤーンが治安部隊に拘束された。

#### 11月
11月1日、ムルシー支持派の反クーデターデモが各地で行われた。4日にムルシーの裁判を控え、過去数週より規模は大きかったと伝えられている。
11月4日、イスマイリーヤの検問所で軍将校1人が射殺された。
11月10日、イスマイリーヤとザガジグを結ぶ道路にある軍施設に対し、走行中の自動車から銃撃があり、兵士2人が死亡した。
11月12日、ムルシー支持派によるデモが行われ、マンスール大学ではデモ隊と警察の間で衝突が発生した。
11月10日に行われたサッカーのCAFチャンピオンズリーグ決勝第2戦で、アル・アハリのアハマド・アブドッザーヘルが、ゴールを決めた際にムルシー支持派が行う4本の指を立てるラバアサインを示したことにより、12月にモロッコで行われる予定のFIFAクラブワールドカップ2013のメンバーから外されることになった。
11月13日、暫定政権が8月14日に出された非常事態宣言と夜間外出禁止令を同月14日解除すると発表した。暫定憲法では非常事態宣言の期間を3ヶ月以上に延長する場合には国民投票が必要とされることが定められていた。なお、暫定政権は、デモ活動を制限する法律の制定を準備している。
11月15日、ムルシー支持派のデモがエジプト各地で行われ、アレクサンドリアでは支持派と反対派間で衝突が起き1人が死亡した。
11月16日、ザガジグ大学で、ムルシー支持派学生が拘束されているクラスメイトの釈放などを要求する抗議デモを実施、これに対して治安部隊は催涙弾を発射するなどしてデモ隊の解散をはかった。
11月20日、シナイ半島北部のアリーシュ近くで、兵士輸送中のバスに対する自動車爆弾攻撃があり、兵士12人が死亡した。同日アズハル大学でムルシー支持派学生のデモ隊と治安部隊が衝突し、学生1人が死亡した。また、アレクサンドリア、タンタ、ヘルワーンで反軍デモが行われた。
11月23日、エジプト外務省は、駐エジプト・トルコ大使をペルソナ・ノン・グラータに指定し国外退去を求めるとともに、自国の駐トルコ大使の召還を決めた。
トルコのエルドアン首相は、暫定政権に対して批判的な姿勢をとっている。
11月24日、暫定政権はデモ活動を規制する法律を制定。当局の許可なくデモを行うことが禁じられ、細部に関してまで届け出を行わねばならないこの法律に対しては、人権団体や反ムルシー派の政治勢力などからも批判の声が上がっている。
11月26日、市民を軍事裁判にかける事を認める条項に反対するデモが、憲法制定委員会が開かれている諮問評議会前で行われた。このデモに対し、治安部隊は放水などを行ってデモ解散をはかり、デモ参加者の一部を拘束した。憲法制定委員会のメンバー10人が、この拘束に抗議するとして憲法改訂委員の活動を中断した。
11月29日、デモ活動を規制する法律が制定されて初めての金曜日のこの日、ムルシー支持派によるデモがエジプト各地で行われた。183人が拘束された、との当局発表が伝えられている。

#### 12月
12月4日、「4月6日運動」のアフマド・マーヘルらリベラル派活動家が、無許可デモへの参加などのデモ規制法違反で起訴された。
12月11日、カイロやアレクサンドリアなどの大学ではムルシー支持派のデモが継続されている。治安部隊との衝突も発生し、拘束される者が出ていると伝えられている。
12月13日、ムルシー派によるデモがエジプト各地で行われ、反対派や治安部隊との衝突により2人が死亡した。
12月22日、デモ活動を規制する法律の違反で起訴されたリベラル派若者グループ「4月6日運動」のアハマド・マーヘルらに対する裁判が行われ、禁錮3年及び罰金の判決が下った。
12月24日、ダアハリーヤ県県都マンスーラの治安機関施設に対する爆弾攻撃があり、少なくとも14人が死亡した。
12月25日、暫定政府は24日に起きたマンスーラでのテロ事件を根拠に、ムスリム同胞団をテロ組織に指定した。以降、暫定政府・シーシー政権は一貫して「テロリスト同胞団」と表記している。事件は「アンサール・バイト・マクディス（エルサレムの支援者）」が犯行声明を出し、ムスリム同胞団は非難声明を出したが、暫定政府はこれを無視した。
12月27日、ムスリム同胞団が暫定政権によりテロ組織に指定されてから最初の金曜日となるこの日もムルシー支持派によるデモが各地で行われ、治安部隊との衝突が発生した。ダミエッタでデモ参加者の若者1人が射殺されるなど、全土で計5人が死亡し200人以上が拘束された。

#### 2014年

##### 1月
1月1日、エジプト各地でムルシー支持派のデモが行われ、カイロなどで治安部隊との衝突が発生、アレクサンドリアではデモ参加者2人が死亡した。
1月3日、ムルシー支持派の新憲法案などに反対する抗議デモがエジプト各地で行われ、デモ解散をはかる治安部隊との衝突が起き、カイロやイスマイリーヤなどでデモ参加者計19人が死亡した。
1月19日、新憲法案に対する国民投票の結果が発表され、投票率は38.6%、賛成票の率は98.1%であった。
1月25日、2011年の革命から3年目となるこの日、全国各地でムルシー支持派のデモが行われ、治安部隊などとの間で衝突が発生、全土で計49人が死亡、1000人以上が拘束された。

##### 2月
2月24日、ベブラーウィー首相が、停電や公共部門労働者のストライキが多発するなどの状況下で内閣総辞職を発表。

##### 3月
3月1日、イブラヒーム・メフレブを首相とする新内閣が発足。シーシー国防相やイブラヒーム内相などは留任したが、財務相や電力相などが交代した。
新内閣発足後も、燃料不足による停電がカイロ県をはじめエジプト各地で起こっていると報じられている。また、学生などによる反政権デモがエジプト各地で行われており衝突による死者が出ている。治安部隊は催涙弾やバードショットを使用していると伝えられている。
3月24日、エジプト中部・ミニヤの裁判所は、クーデターに対する抗議デモの際に、警察官1人を殺害した被疑などで、ムルシー派など529人に死刑の判決を言い渡した。

##### 4月
2014年4月28日、裁判所は先月の死刑判決を下した529人のうち、492人を終身刑に減刑した。一方、新たに683人に死刑判決を出した。

#### 2015年以降
2015年2月3日、刑事裁判所は2013年8月にカイロ近郊ギザの警察署を襲撃して少なくとも警察官11人を殺害した被疑で、ムスリム同胞団関係者ら183人に死刑判決を出した。
2月11日、破棄院（最高裁）はミニヤの事件で、36被告の死刑・終身刑判決を破棄差し戻しにした。
3月7日、初めてムルシー派1人への死刑を執行した。反ムルシー派の少年を建物から突き落として殺害したとされた。
4月11日、刑事裁判所はムスリム同胞団指導者のモハメド・バディアはじめ14人に死刑判決を出した。
5月9日、ムバラク元大統領は在任中の公金横領について、終身刑から禁錮3年に減刑された。その上で、刑期満了で釈放されることになった。
5月16日、刑事裁判所はムルシーはじめ106人に死刑相当の判断を出した。大ムフティーの意見を受け、6月2日に正式判決の予定。同日、裁判官4人が武装グループの襲撃を受け、2人が殺害された。この事件は、「イスラーム国（ISIL）シナイ州」（「アンサール・バイト・マクディス（エルサレムの支援者）」がISIL傘下となり改名）が犯行声明を出した。

#### 強制排除後の報道機関・ジャーナリスト
エジプト軍の狙撃兵が取材をしている記者を標的にしている、との報道も出ている。17日までに3名のジャーナリストがデモ隊強制排除の中で銃撃を受けて死亡した。また、ロシアのテレビ局Russia24の撮影隊が武装集団の襲撃に遭い、パーソナルコンピュータ、パスポート、現金などを強取された。さらに、18日には、現地紙の記者が検問所で兵士の銃撃により死亡した。一方で、治安当局にジャーナリストが拘束される事例も発生しており、報道規制に関してはムルシー政権期より悪化していると指摘されている。22日にはジャーナリストによる暫定政権に対する抗議デモが発生、軍に対して「うそつき」、治安機関に対しては「記者を殺害している」との声があがった。8月30日には、アル＝ジャジーラ・ムバーシェル・ミスルのオフィスが治安部隊の襲撃を受けた。9月3日、カイロの裁判所はアル＝ジャジーラ・ムバーシェル・ミスル、アル＝ヤルムーク、アル＝クドゥス、アフラール25の4つのテレビ局の放送停止を命じた。11月7日には、イランのアラビア語ニュース局アル＝アーラムのカイロ支局長が治安部隊に拘束された。
また、カナダ人の映画制作者ら2人が、8月16日以来告訴もされずに拘留されていた。2人は10月上旬に釈放されたことが明らかになったものの、その後もエジプトからの出国は禁じられていたが、10月10日出国を認められた。

### クーデター後の経済状況
- GDP成長率

2013年7-9月期のGDP成長率は1.04%に低下した（前年同期は2.1%）。クーデター前の2013年4-6月期の成長率は1.5%だった。
- 観光

一連の混乱や、ギザの大ピラミッドの閉鎖などから、観光客が激減し、観光業が多大な被害を受けた。8月31日に世界遺産でもあるアブ・シンベル神殿を訪れた観光客はわずかに1人だけだったと伝えられている。また、ホテルの稼働率が低下し、ターバやシャルム・エル・シェイクでは、一時営業停止するホテルも出ている。なお、エジプトへの観光客数は、クーデターの起きた7月が前年同月比で24.5%減少、デモ隊強制排除の行われた8月は前年同月比で約46%減、9月は5万人（前年同月約100万人）と前年比減少が続いている。また、エジプト中央銀行の発表によると、2013年7-9月期の観光収入は9億3110万米ドルで、ムルシー政権期の前年同期比64.7%減であった。なお、2013年の観光収入は、前年比41%減であったと観光大臣により発表されている。
- 失業

2013年第3四半期の失業率は13.4%で第2四半期から0.1%上昇にとどまったが、都市部に限ると15.9%から16.7%へ上昇した。
- インフレ

インフレは昂進している。エジプト中央銀行発表の数値によれば、ムルシー政権期にインフレ率が前年同月比で10%を超えた月はなかったが、クーデター後は7、9月、10月の3度10%台となり、11月はついに12%を超え、食品・飲料価格も、クーデターの起きた7月以降5ヶ月連続で前月比で上昇している。また、生鮮野菜の価格は8月が前月から6.09%、9月は前月から3.35%上昇、10月には生鮮野菜の価格は先月からの上昇率が0.28%とおさまったが、その一方で供給不足から一般家庭での調理などに使われるブタンガスボンベの価格が先月から20%以上上昇した。
- 財政赤字

会計年度2013/14第1四半期(7-9月)の財政赤字額は599億エジプトポンドとなり、ムルシー政権時代の前年同期の508億エジプトポンドを上回った。なお、暫定政権は2014年1月からの公務員の最低賃金引き上げを発表している。
- その他

暫定政権によって出されていた夜間外出禁止令（現在は解除）のために運輸業などに悪影響が出た。また、回復傾向にあった自動車販売台数が、クーデターの起こった7月は前年同月比で42%減少した。

## クーデターか否か
一連の政変はエジプト軍による事実上のクーデターであると見做されているが、立場によって見解は大きく異なっている。
総じて、政変を否定する立場からは、一連の動きは軍により不当に政権が奪われたクーデターであると強調することで国際社会に正統性がないことをアピールし、逆に政変を肯定する立場からは軍による政権転覆などではなく、民衆の意思に沿った政権交代であったと国際社会に認知させたいとの思惑が見て取れ、それに対して諸外国も現実を見据えて対応していかざるを得ないという状況である。

### 旧ムルシー政権
政権の座を追われた旧ムルシー政権側は7月3日の軍によるムルシー排除宣言を受け、一連の政変は違法な行動でありクーデターであるとして、国民に対し平和的に抵抗するよう求めた。
一方で旧ムルシー政権で外務大臣を務めながら、7月2日には辞任を表明したと報じられたムハンマド・カーメル・アムルは、7月5日にアメリカのジョン・ケリー国務長官らと電話会談を行い、政変はクーデターではないと説明を行った。背景にはクーデターとされてしまうと諸外国からの支援に影響が出ることへの懸念があるとされる。

### 反ムルシー派
暫定政権の副大統領となったエルバラダイはクーデターではなく、2011年の国民蜂起の軌道を修正するものであるとし、2012年エジプト大統領選挙でムルシーに敗れた野党・エジプト会議党党首で元外相のアムル・ムーサは、クーデターではなく弾劾、革命であったとしている。

### エジプト国民
7月7日には一連の政変はクーデターではなく、国民の意思の反映であるとアピールするための数万人規模のデモが起こっている。一方で政変は違法であるとして、7月8日にはムルシーの解任に抗議するデモが発生するなど、政変への評価をめぐってエジプトは世論が二分されている。

### 諸外国
アメリカ政府は長年、関係を重要視するエジプトに対して軍事援助を行っており、クーデターと認定すれば援助が法的に不可能になるため、一連の動きは多数のエジプト国民による支持を受けているとの理由付けで、クーデターであるとの発言を避けている。しかしジョン・マケイン上院議員が政変はクーデターとテレビで発言するなど、アメリカ国内でも批判的な見方があり、政府も支援継続に苦しい説明を要求されている。
イギリスや日本なども、クーデターという言葉を使わず、暫定政権と外交関係を築いていくとみられた。

## 国際社会の反応
- 国際連合 - 潘基文事務総長は、早期に文民統制に戻るよう要請[252]。
- イスラム協力機構 - エクメレッディン・イフサンオール事務総長が「エジプトの危機の平和的解決を促すために全力を尽くす」と述べた[255]。
- アフリカ連合 - 一連の政変はエジプト憲法に反する政権交代にあたると判断し、7月5日にエジプトの加盟資格を一時停止した[256]。
- 日本 - 岸田文雄外務大臣が「全ての関係者が、暴力を回避し、最大限の自制と責任ある行動をとるよう強く求めます。」との声明を発表[257]。トヨタ自動車及びスズキ、大塚製薬が現地生産を休止、住友電気工業が日本人駐在員の出国、ソニーが事務所の移転を行った[258]。東京海上日動火災は現地法人の営業を休止、住友商事、伊藤忠商事、丸紅、豊田通商、双日、三菱東京UFJ銀行は日本人社員に自宅待機を、三井住友銀行も日本人社員の在宅勤務を指示、三井物産も出張の見合わせなどを行った[259]。8月17日には外務省が日本人に対し退避の検討を呼びかけ、エジプト大使館員、青年海外協力隊員、カイロ日本人学校教職員、国際協力機構エジプト事務所職員及びその家族が帰国した[260]。
- 中国 - 国連安保理においてより強い声明の採択に反対[261]。
- ロシア - 「各派による自制がエジプトの国益にとって最も重要」とし、カイロの領事部の業務を停止した[262]。
- イラン - モハンマド・ジャヴァード・ザリーフ外務大臣が民間人の殺害を非難[255]。
- カタール - タミーム・ビン・ハマド・アール＝サーニー首長はマンスール暫定大統領に祝電を送付。同国はムスリム同胞団などへの支援を行ってきただけに意外な行動とされた[95]。
- アラブ首長国連邦 - 「最大限の自制の末に取った主権に基づく措置」として軍による強制排除を支持し、ムスリム同胞団を批判した[105]。
- サウジアラビア - アブドゥッラー・ビン・アブドゥルアズィーズ国王は「テロと対決するエジプトを支持する」と述べ、暫定政権による強制排除を支持した[263]。
- シリア - バッシャール・アル＝アサド大統領は、エジプトの政変は政治的イスラムの崩壊であるとして、ムスリム同胞団を非難した。
- ヨルダン - サウジアラビア国王の声明を支持し、暫定政権による強制排除への支持を明らかにした[264]。
- イスラエル - 活発化したエジプト領内のイスラム組織からロケット攻撃を受けるなどし、国境付近のエイラート空港の閉鎖などの措置をとったが、エジプト・イスラエル平和条約もあり、エジプト情勢に関しては沈黙を貫いている[109][265]。事態の一層の混乱を防ぐため、ベンヤミン・ネタニヤフ首相が、閣議でエジプト情勢についてのメディア対応を禁じたとされる[266]。
- トルコ - レジェップ・タイイップ・エルドアン首相は、立場はどうあれクーデターは民主主義の敵であるとして、政変を非難した[267]。またアフメト・ダウトオール外務大臣は、民主的に選出された政権がクーデターで転覆されることは受け入れられないとした[95]。
- リビア - アリー・ゼイダーン首相は、エジプト国民の選択を受け入れると発表[95]。
- チュニジア - モンセフ・マルズーキ暫定大統領は、軍の介入を非難した[95]。またエジプトの影響による世俗派市民によるナフダに対する抗議活動の活発化に政権与党が警戒感を示した[109]。
- アメリカ合衆国 - 政変直前には事態悪化を受け、ムルシーに対し早期選挙実施を促すとともに、軍に対してはクーデターを起こせば援助が止まる危険があると警告を行っていた[61]。ムルシー排除後、バラク・オバマ大統領は「深い憂慮」を表明、早期の民政移管を要求した[252]。エジプトの現状をクーデター認定すると、援助停止・制裁が必要となるため苦慮している（現実に、軍最高評議会の行為がクーデターであるとは認めていない）。10月9日、対エジプト軍事支援の一部凍結を発表[268]。
- イギリス - ヘイグ外相は、民主主義制度における軍の介入について不支持を表明、全勢力に自制と暴力回避を求めた[269]。
- スペイン - エジプト大使を呼び出し懸念を表明[270]。
- フランス - 駐エジプト大使を召喚して抗議[271]。
- イタリア - エンマ・ボニーノ 外務大臣が軍による強制排除を批判した[272]。
- ドイツ - 駐エジプト大使を召喚して抗議[271]。
- デンマーク - 経済援助の中止を表明[271]。
- スウェーデン - カール・ビルト外務大臣が欧州連合によるエジプト援助計画を見直すべきと主張[273]。
- アルゼンチン - 国連安保理議長国としてペルセバル国連大使が「エジプトでの暴力停止と、すべての当事者による最大限の自制が重要だというのが安保理メンバーの見解だ」述べた[272]。